# Louis-Etienne Vincent de Marniola
Louis-Etienne Vincent de Marniola (ur. 6 listopada 1781 w Lyonie, zm. 13 października 1809 w Paryżu) – pierwszy rezydent francuski w Księstwie Warszawskim, który przebywał tu w latach 1807–1809. Wykazywał zainteresowanie losem chłopów polskich. W lipcu 1807 otrzymał Legię Honorową. W lutym 1809 wrócił do Paryża. Zmarł na zapalenie płuc, został pochowany na cmentarzu w Beynost, w rodzinnym grobowcu.